# Gerda von Feilitzen
Gerda von Feilitzen, född Djurberg 2 oktober 1869 i Vists socken, Östergötland, död 6 januari 1945 i Stockholm, var en svensk lärarinna, rektor och politiker. Hon var föreståndarinna för Jönköpings elementarsola för flickor, Östra flickskolan, i Jönköping, och 1919 en av de tre första kvinnorna att väljas in i Jönköping stads stadsfullmäktige.

## Biografi
Gerda von Feilitzen föddes som Gerda Djurberg 1869 i Vists socken i Östergötland. Hon var dotter till överintendenten Henning Djurberg och hans fru, född Lundström. Hon gifte sig 1922 med kemisten Hjalmar von Feilitzen i hans andra äktenskap.
Innan hon ingick äktenskap med Hjalmar von Feilitzen var hon föreståndarinna för Jönköpings elementarskola för flickor. Hon hade varit lärarinna vid skolan sedan 1899, innan hon 1917 blev föreståndarinna. Hon var föreståndarinna fram till äktenskapets ingående, 1922.
År 1919 valdes Djurberg, som en av de tre första kvinnorna, in i Jönköpings stads stadsfullmäktige. Liksom Emma Aulin röstades hon in på Frisinnade folkpartiets lista. Thyra Schartau röstades in som representant för Allmänna valmansförbundet.
Gerda von Feilitzen är begraven på Norra begravningsplatsen utanför Stockholm.